# Euxoa melura
Euxoa melura är en fjärilsart som beskrevs av Mcdunnough 1932. Euxoa melura ingår i släktet Euxoa och familjen nattflyn. Inga underarter finns listade i Catalogue of Life.